# 大鱗鯛科
大鱗鯛科為輻鰭魚綱金眼鯛目的其中一科。

## 分類
大鱗鯛科下分5個屬，如下：

### 孔頭鯛屬（Melamphaes）
- 大鱗孔頭鯛（Melamphaes acanthomus）
- 大眼孔頭鯛（Melamphaes danae）
- （Melamphaes ebelingi）
- 真鱗孔頭鯛（Melamphaes eulepis）
- 哈氏孔頭鯛（Melamphaes hubbsi）
- （Melamphaes indicus）
- 賈氏孔頭鯛（Melamphaes janae）
- （Melamphaes laeviceps）
- 多耙孔頭鯛（Melamphaes leprus）
- 長腹孔頭鯛（Melamphaes longivelis）
- 高吻孔頭鯛（Melamphaes lugubris）
- 大頭孔頭鯛（Melamphaes macrocephalus）
- 小眼孔頭鯛（Melamphaes microps）
- （Melamphaes parini）
- （Melamphaes parvus）
- 多鱗孔頭鯛（Melamphaes polylepis）
- 矮孔頭鯛（Melamphaes pumilus）
- 洞孔頭鯛（Melamphaes simus）
- 棘孔頭鯛（Melamphaes spinifer）
- 下眶孔頭鯛（Melamphaes suborbitalis）
- 盲目孔頭鯛（Melamphaes typhlops）

### 犀孔鯛屬（Poromitra）
- （Poromitra atlantica）
- 大頭犀孔鯛（Poromitra capito）
- （Poromitra coronata）
- 厚身犀孔鯛（Poromitra crassa）
- 厚頭犀孔鯛（Poromitra crassiceps）
- （Poromitra cristiceps）
- （Poromitra curilensis）
- （Poromitra decipiens）
- （Poromitra frontosa）
- （Poromitra gibbsi）
- （Poromitra glochidiata）
- （Poromitra indooceanica）
- （Poromitra jucunda）
- （Poromitra kukuevi）
- （Poromitra macrophthalma）
- 大鱗犀孔鯛（Poromitra megalops）
- （Poromitra nigriceps）
- （Poromitra nigrofulva）
- 小眼犀孔鯛（Poromitra oscitans）
- 皺紋犀孔鯛（Poromitra rugosus）
- （Poromitra unicornis）

### 燈孔鯛屬（Scopeloberyx）
- （Scopeloberyx bannikovi）
- （Scopeloberyx malayanus）
- （Scopeloberyx maxillaris）
- 小鱗燈孔鯛（Scopeloberyx microlepis）
- 後鰭燈孔鯛（Scopeloberyx opisthopterus）
- （Scopeloberyx pequenoi）
- 高尾燈孔鯛（Scopeloberyx robustus）
- （Scopeloberyx rossicus）
- 紅腹燈孔鯛（Scopeloberyx rubiventer）

### 鱗孔鯛屬（Scopelogadus）
- 皮氏鱗孔鯛（Scopelogadus beanii）
- （Scopelogadus mizolepis bispinosus）
- 大鱗鱗孔鯛（Scopelogadus mizolepis mizolepis）
- （Scopelogadus unispinis）

### 波頭鯛屬（Sio）
- 諾氏波頭鯛（Sio nordenskjoldii）